# ماتيلدا (رواية)
ماتيلدا (بالإنجليزية: Matilda) هي رواية إنجليزية للكاتب البريطاني نرويجي الأصل روالد دال. نُشرت في عام 1988 من دار النشر جوناثان كيب في لندن مع 232 صفحة ورسوم إيضاحية من قِبل كوينتين بليك. كما تم تكييفها كقراءة صوتية للممثلة كيت وينسلت. وتتحدث الرواية عن فتاة تبلغ من العمر 6 سنوات وشغوفة في قراءة الكتب، وبعد ذلك، تكتسب قوى عجيبة تمكنها من تحريك الأشياء دون لمسها. وتستمر الأحداث بالتصاعد حول عمل الأب، ومديرة المدرسة وقسوتها مع الطلاب، وهُنا تبدأ قوتها بالظهور، وهي قوة تحريك الأشياء فقط بعينيها. وقد لاقت الرواية رواجًا واسعًا بعد أن صدر فيلم يحمل نفس اسم الراوية عام 1996. فيلم روائي طويل للمخرج داني ديفيتو.

## ملخص الرواية
في قرية صغيرة في باكينجهامشير، تلجأ ماتيلدا ورموود، وهي فتاة تبلغ من العمر خمس سنوات ونصف، إلى قراءة مجموعة متنوعة من الكتب لمؤلفين مختلفين، خاصة في سن الرابعة، وذلك عندما قرأت الكثير من الكتب خلال ستة أشهر. ماتيلدا فتاة مميّزة، تظهر ملامح تميّزها قُبيل إلتحاقها بالمدرسة في أعوامها الثلاث الأولى، فهي تستوعب كلمات أكبر من مقدرة إستيعاب الأطفال في سنها. تبدأ ماتيلدا بحب القراءة قبل ذهابها للمدرسة، لتصبح مكتبة القرية هي مأواها السريّ وتبدأ من هناك بقراءة كتب الأطفال، فإذا ما أبدت إكتفاءها منها سألت أمينة المكتبة عن رغبتها بقراءة كتب للكبار فتنصحها بكلّ تعجب أمينة المكتبة بالتوجه لقراءة تشارلز ديكنز فهو الأقدر على جذبِ إنتباه طفلة في الرابعة لا يُكاد يُرى ظلها.
حين تَدخل ماتيلدا عامها الأوّل في المدرسة، تصادق معلمتها جينيفر هوني، والتي أُذهلت بقدراتها العقلية ونبوغها. لتحاول لاحقًا نقلها إلى طبقة أعلى، ولكن رفضتها الناظرة الإستبدادية الآنسة أجاثا ترانشبول وتكون سببًا في عرقلة ذلك. بينما تحاول أيضًا التحدث إلى السيد والسيدة ورموود حول ذكاء إبنتهما، ولكن كل ماقاموا بفعله هو تجاهلها فقط، بالإضافة إلى معاملة إبنتهما بإزدراء تام. وحين يراها والدها تقرأ كتاباً، ينهرها عن فعلِ ذلك، وهو لم يكف بذلك فقط بل دفعه الغضب أحياناً إلى تمزيق إحدى كتب المكتبة التي إستعارتها ماتيلدا، وما كان من الآنسة إلا أن تجلب لماتيلدا كتبًا من الصفوف العليا لتدرسها الطفلة مع بقاءها في الصف أثناء شرح دروس جدول الضرب.
سرعان ما تُطوّر ماتيلدا علاقة قوية بشكل خاص مع الآنسة هوني، مما جعلها تكشف لها عن قدراتها، الآنسة هوني التي تعترف بأنها نشأت على يد عمة سيئة بعد وفاة والدها. حيث تم الكشف عن أن عمتها هي الآنسة ترانشبول، والتي يظهر (من بين جرائم أخرى) أنها تحجب ميراث ابنة أخيها حتى تضطر الآنسة هوني للعيش في فقر في كوخ مزرعة مهجورة، وأن يتم دفع راتب الآنسة هوني إلى حساب الآنسة ترانشبول المصرفي طوال السنوات العشر الأولى من حياتها المهنية في التدريس، في حين أنها مقيدة بـ 1 جنيه إسترليني في الأسبوع من مصروف الجيب.  وإستعدادًا للإنتقام للآنسة هوني، تُطوّر ماتيلدا موهبتها في التحريك الذهني من خلال الممارسة في المنزل تحت عبارة «عندما أجتاز الاختبار، سأدخل غرفتي». في وقت لاحق، وخلال درس سادي تدرسه الآنسة ترانشبول، ترفع ماتيلدا عن بُعد قطعة من الطباشير على السبورة وتكتب عليها، متظاهرة بأنها روح والد الآنسة هوني الراحل، وتخاطبها باستخدام إسمها الأول (أجاثا)، حيث تطالبها بأن تسلّم منزل الآنسة هوني وأجورها وتترك المدرسة، مما يتسبب في إغماء الآنسة ترانشبول.
بعد فترة وجيزة، قام نائب مدير المدرسة السيد تريلبي بزيارة منزل الآنسة ترانشبول في محاولة لمعرفة ما حدث، لكنه وجده فارغًا دون أي علامة على ما حدث لها. عندها؛ أصبح السيد تريلبي رئيسًا جديدًا للمدرسة، فقد أثبت أنه قادر على ذلك كما أنه كان حسن المظهر؛ مما أدى إلى تقدّم ماتيلدا إلى أعلى مستوى تعليمي بدلاً من إرتياحها، حيث لم تعد قادرة على التحريك الذهني؛ نتيجة لإستخدام عقلها في منهج أكثر تحديًا. وهكذا، تُواصل ماتيلدا زيارة الآنسة هوني في منزلها بإنتظام، ولكن ذات يوم، تجد والديها وشقيقها الأكبر مايكل يستعدان على عجل للمغادرة إلى إسبانيا، وهو كما أوضحت الآنسة هوني أنه نتيجة اكتشاف الشرطة أنه كان يبيع سيارات مسروقة. مما جعل ماتيلدا تطلب الإذن بالعيش مع الآنسة هوني، وهو الأمر الذي يوافق عليه والديها على مضض. وهنا، يجد كل من ماتيلدا وهوني نهايتهما السعيدة وتحسّن أجواء المدرسة والمناهج الدراسية بشكل كبير تحت قيادة السيد تريلبي.

## شعبية ماتيلدا 1990-2018
تم تحويل الرواية إلى فيلم ماتيلدا في عام 1996. قامت ببطولته مارا ويلسون في دور ماتيلدا، وأخرجها داني ديفيتو، والذي قام أيضًا بتصوير السيد ورموود وسرد القصة. على الرغم من أن الفيلم لم يكن ناجحًا في شباك التذاكر، إلا أنه تلقى إشادة من النقاد في وقت صدوره، وحصل موقع Rotten Tomatoes على 90٪ بناءً على آراء 21 ناقدًا. في عام 1990، أنتج مسرح Redgrave في Farnham نسخة موسيقية، حيث قام روني روبنسون بضبطها مع موسيقى كين هوارد وآلان بلايكلي، والتي تجولت في أنحاء المملكة المتحدة. وفي نسخة موسيقية أخرى من الرواية، توجد «ماتيلدا الموسيقية»، حين كتبها دينيس كيلي وتيم مينشين بتفويض من شركة شكسبير الملكية، وعرضت لأول مرة في نوفمبر 2010. كما اُفتتحت في مسرح كامبريدج في ويست إند في 24 نوفمبر 2011، ثم في برودواي في 11 أبريل 2013 تحديدًا في مسرح شوبيرت.
قامت المسرحية منذ ذلك الحين بجولة في الولايات المتحدة واُفتتحت أيضًا في يوليو 2015 في أستراليا. ولذلك، أصبحت النسخة المسرحية ذات شعبية كبيرة بين الجماهير وأشاد بها النقاد، إضافة إلى فوزها بعدة جوائز أوليفييه في المملكة المتحدة وجوائز توني في الولايات المتحدة. كما وصفها أحد النقاد بأنها «أفضل موسيقى بريطانية منذ بيلي إليوت».
في عام 2014، تقدّم الممثلة كيت وينسلت تسجيل الكتاب الصوتي باللغة الإنجليزية لماتيلدا. أدرجتها جمعية المكتبات الأمريكية في القائمة المختصرة لجائزة الأوديسة عن أدائها في الكتاب المسموع. وفي 27 نوفمبر 2018، تم الكشف عن Netflix لإنشاء ماتيلدا كسلسلة رسوم متحركة، والتي ستكون جزءًا من «سلسلة أحداث متحركة» جنبًا إلى جنب مع كتب روألد دال الأخرى مثل:
.The BFG - The Twits - Charlie and Chocolate Factory

## ترجمة الرواية للعربية
قام بعض الكُتَّاب العرب بترجمة دقيقة ومتقنة للرواية مثل الكاتب العربي الأشهر في مصر والعالم العربي في مجال أدب الرعب الدكتور والأديب أحمد خالد توفيق في رواية من إصدارات (المؤسسة العربية الحديثة) بالقاهرة في أحد أعداد السلسلة الشهيرة في مصر (روايات عالمية للجيب) والمختصة بترجمة الروايات الغربية التي حققت بالفعل شهرة في الأدب العالمي الغربي، وهذه السلسلة توفر للقارئ العربي ترجمة متقنة لا تُخِل بمحتوى الرواية الغربية الأصلية، كما أنها متوفرة بالمكتبات في مصر وعلى الإنترنت أيضاً بصيغة pdf للقارئ العربي.
وقد قدم الدكتور أحمد خالد توفيق ترجمته للرواية (ماتيلدا) بهذا الاقتباس الممتع:

## مبيعات 2012
في عام 2012، إحتلت ماتيلدا المرتبة رقم 30 من بين روايات الأطفال على الإطلاق، وذلك في إستطلاع نشرته مجلة مكتبة المدرسة، وهي مجلة شهرية مع جمهور الولايات المتحدة بشكل أساسي. حيث كان الأول من بين أربعة كتب لدال من بين أفضل 100 كتاب للشباب في كل العصور؛ وأكثر من أي كاتب آخر. كما وصلت المبيعات في جميع أنحاء العالم إلى 17 مليونًا، ومنذ عام 2016، إرتفعت المبيعات إلى درجة تفوق مبيعات دال الأخرى.

## أكتوبر 2018
إحتفالًا بمرور 30 عامًا على نشر الكتاب في أكتوبر 2018، تخيّل المصور الأصلي كوينتين بليك ما قد تفعله ماتيلدا كإمرأة بالغة اليوم. فقام برسم صور لها وهي تقوم بأدوار مختلفة، بما في ذلك المستكشفة وعالمة الفيزياء الفلكية، وإدارة المكتبة البريطانية، وغيرها. بينما صرّح بأنه سيكون من الجيد معرفة ما ستفعله ماتيلدا كإمرأة. أما الكاتبة كرسيدا كويل، فقد قالت: «لماذا لا يرغب جزء منا في معرفة ما أصبحت عليه ماتيلدا؟، في مكان ما في قلوبنا لا نريد أن تكبر ماتيلدا أبدًا - نريدها أن تكون مثل بيتر بان، شابة أبدية».

## روابط خارجية
- ماتيلدا على موقع رشف - قاعدة بيانات الكتب العربية ، وتتيح للقارئ تحميل الرواية العربية بصيغة pdf.
- ماتيلدا على موقع رفّى - لمتعة القراءة.